# Bistum Los Teques
Das Bistum Los Teques (lateinisch Dioecesis Tequinensis, spanisch Diócesis de Los Teques) ist eine in Venezuela gelegene römisch-katholische Diözese mit Sitz in Los Teques. Es umfasst einen Teil des Bundesstaates Miranda.

## Geschichte
Papst Paul VI. gründete das Bistum Los Teques mit der Apostolischen Konstitution Amor ille am 23. Juli 1965 aus Gebietsabtretungen des Erzbistums Caracas, dem es auch als Suffragandiözese unterstellt wurde.
Am 30. November 1996 verlor es einen Teil seines Territoriums an das Bistum Guarenas.

## Bischöfe von Los Teques
- Juan José Bernal Ortiz (25. Juli 1965 – 19. Oktober 1980)
- Pío Bello Ricardo SJ (31. Januar 1981 – 2. Dezember 1995)
- Mario del Valle Moronta Rodríguez (2. Dezember 1995 – 14. April 1999, dann Bischof von San Cristóbal de Venezuela)
- Ramón Pérez Ovidio Morales (5. Juni 1999 – 30. Dezember 2004) (Erzbischof ad personam)
- Freddy Jesús Fuenmayor Suárez (seit 30. Dezember 2004)

## Weblinks

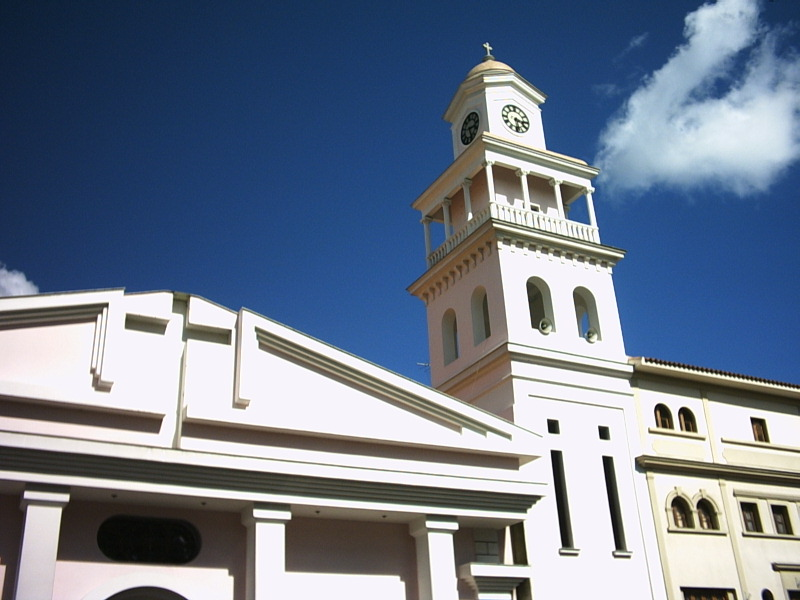
Kathedrale San Felipe Neri